# Evje og Hornnes
Evje og Hornnes este o comună din provincia Agder, Norvegia.